# NHK華語視界
NHK华语视界（日语：NHK華語視界）是日本廣播协会（NHK）对外广播业务（NHK日本国际传媒）提供的一档中文网络电视频道。该频道通过互联网播出，访问NHK日本国际传媒网站或使用“NHK WORLD-JAPAN”应用程序亦可进行收看。
NHK华语视界致力于让广大中华圈地区的观众了解日本，兼有灾害播报功能，是全新类型的中文网络电视频道，于2019年1月15日开始正式播出。频道名称借助汉语「视界」与「世界」的谐音而得名。节目内容上由新闻节目和综合节目组成，提供新闻、财经、纪录片、旅行、美食、商务科技、医疗技术和流行文化等多类型信息节目，帮助观众开拓视野，并进一步了解包含日本在内的全球最新动态。NHK播音员镰仓千秋回应有关这个节目的意义称「这是时代的需要，NHK担负责任，将自己的信息用中文传播。这也是NHK的责任」。

## 历史与发展
开播初期，华语视界仅在日本时间每周一至周五晚18时至21时播出节目（节假日除外）。其中20时至21时是重播19时至20时的节目。此外翌日15时至16时47分也会安排重播（不重播东京网播间）。
2019年3月28日至4月5日，NHK华语视界开始在上午试播节目，具体时间段为上午6时至14时，节目以日剧为主。
2019年9月30日起，华语视界延长播出时间实现全天24小时不间断播出，但是每天的首播节目仍然只有18时至20时，剩下的时间段循环播出这两个小时的节目。
2020年3月30日，华语视界节目编排发生了变化。具体为：上午6时至16时全程转播NHK World-Japan（NHK英语国际频道）节目（该时段在节目单中标注为“日本国际传媒”），部分节目配有AI实时简体中文字幕翻译。首播中文节目的时段从18时提前两个小时至16时，之后仍为每个节目两个小时重播一次直至次日6时。不同之处在于，《东京网播间》从19时推后一小时至20时播出，且在 16:00-16:14 和 18:00-18:14 两个时间段不重播《东京网播间》，该时间段以风景视频代替。若为节假日不播出《东京网播间》，则所有首播及重播该节目的时间段也都以风景视频代替。
2021年3月28日起，华语视界节目安排再次更改，转播NHK World-Japan频道节目的时间变更为1时至20时。首播节目仅保留一个小时，之后轮播至翌日1时。
2022年4月4日起，华语视界不再另行安排任何节目，改为全天转播NHK World-Japan，甚至连华语视界的台标也在直播中撤下，NHK并未给出原因或做出预告声明。至此，华语视界台标仅在直播页面的网页元素上可见，同日还在繁体中文版直播网页上启用了繁体中文版台标。东京网播间等节目仍保留了华语视界的台标（仅简体中文版），但仅在点播区上架，实际并无安排在频道中播出。且在2023年3月底，东京网播间制作播出最后一期后，NHK华语视界已经名存实亡。

## 节目与主持人

### 华语视界 聊天室 （2019-2020）
晚间18时播出，翌日15时重播。该节目分为两个阶段。
第一个阶段：2019年1月15日至2019年9月27日（双休日不播出），节目涵盖了旅游探索、流行风尚、互动访谈、动漫音乐、饮食文化、娱乐综艺、纪录片、活动推介和日语教学等，节目中间还会穿插主持人对本期内容的感想和看法。每期时长为一个小时整，共75期，已完结。
第二个阶段：2019年9月30日至2020年3月29日（仅每周五不播出），每集内容的前半部分都是推荐三个节目，后半部分则会与受邀来作客的嘉宾表演及互动，也会与嘉宾共同讨论当下日本的流行文化及生活风尚。每期时长为7分钟，共42期，已完结。

#### 主持人
- 段文凝（每一期都出现）
- 矢野浩二（交替出现）
- 樱庭奈奈美（交替出现）

### 东京网播间（新闻节目）
节目早期曾在19时首播，20时及翌日16时重播，后因节目编排变更至20时首播，之后每两小时重播一次直至翌日6时。每期节目14分钟，周一至周五播出，但有少数天数并没有播出（未给出说明）。
2020年10月以前，大部分时期的结尾会列举5条新闻标题以做新闻回顾概要，在7月和8月则在结尾播放台风预警。10月以后，新闻回顾以“快闪”的短视频方式呈现，主持人口述称其为“新闻花絮”或“精选新闻”，每条短视频的过场显示的则是“NHK Pickup NEWS”。
2021年第2周起，开始在网页新闻视频点播区中提供“一周精选新闻”。
2021年4月5日起，节目时长缩短为10分钟。20时首播，之后每个小时重播一次至翌日1时。若当天不播出则该节目的所有时段均由风景视频代替。
2021年12月2日起，节目片头的BGM较第一版略有变化，片头时长略微增加。但自2022年4月7日起又改回第一版片头和BGM，此后两个版本片头BGM不定期混用。且从当周开始节目时长不再固定，一般在8分钟至10分钟以内。
2023年3月31日，东京网播间制作播出最后一期，之后停播。

#### 主持人
- 镰仓千秋
- 天愿光雄（日语：ジェームス天願）
- 伊藤祥雄
- 齐中凌
- 江川进一

### 自拍日本 （2018-2020）
這檔節目為喜愛日本自由行的中國年輕觀眾，介紹日本各地的適合自拍的非著名景點。在節目里出現的獨特風景與熱情溫馨的當地人，會吸引觀眾親身前往當地為自己拍攝照片和視頻。节目早在2018年7月起就已拍摄制作，每期節目時長為5分鐘，共18期，已完結。

#### 主持人
- 段文凝

### 特别节目

#### 推动“改革开放”的日本人
纪念日中和平友好条约40周年特别节目。

### 译制类节目
译制播出NHK World-Japan（NHK英语国际频道）的精选节目（配有普通话解说或中文字幕），节目可在播放截止日期内在网页视频点播区中观看。

#### 节目名
- 日本之旅
- 原生北海道
- 世界街头 随心漫步
- 列车畅游
- 直面专访
- 亚洲视角
- 商业信息流
- 升起
- 她的故事
- 舒适愉快 日本铁路之旅
- 扫描日本加彩
- 京都之美
- 东京吃货之旅
- 便当世博
- 亚洲美食之旅
- A*B*C旅游
- 医疗前沿
- 名医专访
- 日本顶级发明
- 谁是你的英雄？
- J-旋律
- 东京之歌/SONGS OF TOKYO Festival
- 卡哇伊无国界
- 设计访谈+
- 动画超新星
- 勇者的挑战
- 简明日语
- 简明日语伴你游
- 工作上的简明日语
- 宫崎骏：十载同行
- 15分钟随心看/忍者谜团破解
- 娱乐日本2018
- 东京眼2020
- 防灾：学习之旅
- 职人
- 乡情记事
- 精神探索者
- 无艺术，不生活
- 面对面
- 日本体育场
- 燃情地球村
- 井盖迷
- 文化交叉点
- 里山厨房日记
- 列车畅游
- 精神探索者
- 带孩子去医院前的心理辅导
- NHK WORLD PRIME（NHK WORLD 特别节目）
- NHK WORLD DOCUMENTARY（NHK WORLD 纪录片）
- NHK WORLD SHORT CLIP（NHK WORLD 精选片段）

## 特殊编排
- 2019年4月30日及5月1日，NHK华语视界《东京网播间》全程转播NHK综合频道天皇退位即位特别节目直播，并配有中文同声传译。
- 2019年第33周至第34周，《东京网播间》停播两周，该节目时间段被风景视频代替（早期在节目单中的显示为“东京空中遊”，后改为“风景视频”）。
- 2019年10月22日，《东京网播间》全程转播NHK综合频道天皇即位仪式直播，并配有中文同声传译。
- 2019年第52周至2020年第1周，《东京网播间》停播两周，该节目时间段被风景视频代替。
- 2020年4月8日起，由于2019冠狀病毒病日本疫情，日本首相安倍晋三发布了紧急事态宣言，《东京网播间》暂时取消了在NHK华语视界的首播，改为逐条上传且仅在网页上点播观看，直至7月16日才恢复播出。
- 2020年第33周至第34周，《东京网播间》停播两周，该节目时间段被风景视频代替。
- 2020年12月23日，主持人镰仓千秋在节目末尾告知观众《东京网播间》因日本新年假期的原因将停播至2021年1月12日回归，此后该节目时间段被风景视频代替。但由于应对2019冠狀病毒病疫情，日本首相菅义伟于2021年1月7日发布了第二次紧急事态宣言，导致原定于1月12日及以后的《东京网播间》实际并未恢复播出，相关时段仍然由风景视频代替。后仅在网页新闻视频点播区中上传了当日的“NHK Pickup NEWS”，这种情况持续到2021年4月5日恢复。
- 2021年4月12日起，因东京实施防止疫情蔓延等措施，《东京网播间》仅复播一周后再度暂停播出。
- 2021年第17周至第18周，“NHK Pickup NEWS”暂停制作两周，同年第32周和第33周再次暂停制作两周。
- 随着东京于2021年10月1日全面解除「緊急事態宣言」等管制，时隔近半年《东京网播间》于10月11日复播。
- 2021年第52周起，《东京网播间》未有事先告知说明就暂停播出（但在星期三的节目中主持人镰仓千秋有对观众提前拜早年），“NHK Pickup NEWS”亦停止制作，直至2022年第2周起率先恢复了“NHK Pickup NEWS”的制作。而《东京网播间》直至2022年第13周起才恢复播出，且由于后期节目编排的原因，第14周起仅提供在新闻网页中的视频点播区观看。